# Курильский заповедник
«Кури́льский» — государственный природный заповедник. Был учреждён постановлением Совета Министров РСФСР от 10 февраля 1984 г. № 47 на острове Кунашир и островах Малой Курильской гряды в Южно-Курильском районе Сахалинской области РСФСР.
Площадь − 65 861,5 га. Охранная зона − 73 475 га. Администрация заповедника располагается в посёлке городского типа Южно-Курильске.
Целью создания заповедника является сохранение и изучение естественного хода природных процессов и явлений, генетического фонда растительного и животного мира, отдельных видов и сообществ растений и животных, типичных и уникальных экологических систем южных Курильских островов. Природные комплексы заповедника являются уникальными и аналогов в мире не имеют.
Заповедник состоит из трех разобщённых участков:
- Северный кунаширский (площадь 49 899 га) — расположен в северной части Кунашира. Северо-западная часть участка расположена в предгорьях и горах хребта Докучаева, включая активный вулкан Руруй (1485 м). Юго-восточную часть участка занимает вулкан Тятя (1819 м) с прибрежной террасой, возвышающейся на 30—50 м над уровнем моря;
- Южный кунаширский (площадь 15 366 га) — расположен в юго-восточной части Кунашира. Отличается от Северного участка более спокойным рельефом с меньшим перепадом высот. Центральную часть участка занимает кальдера вулкана Головнина (541 м). На её дне расположены два минерализованных озера — Горячее и Кипящее;
- Малой Курильской гряды (площадь 100 га) — расположен на островах Осколки и Дёмина. Характеризуется наличием небольших по площади и высоте островов с признаками значительной денудации, которые являются геоморфологическим продолжением[источник не указан 3385 дней] полуострова Немуро (о. Хоккайдо).

Территория Кунашира и Малой Курильской гряды является предметом территориального спора между Россией и Японией.

## Флора и фауна
Основу растительного покрова слагают леса, которыми занято более 70 % заповедной территории.
На территории заповедника обитают 227 видов птиц (из которых 107 достоверно гнездятся), 29 видов млекопитающих.
84 вида из обитающих в заповеднике включены в Красную книгу России.

## Основные объекты охраны
На территории заповедника и его охранных зон произрастает 107 видов сосудистых растений, которые имеют различный статус охраны и занесены в региональную Красную книгу Сахалинской области, Российскую и Международную (МСОП) красные книги. Из них 41 вид растений и грибов занесены в Красную книгу России. Так, на территории России только на острове Кунашир встречаются берёза Максимовича, ботрокариум спорный, магнолия обратнояйцевидная, клён японский, липа Максимовича.
Среди животных, включённых в Красную книгу России, на территории заповедника отмечены 5 видов беспозвоночных животных и 37 видов позвоночных животных: 1 вид рыб, 2 вида пресмыкающихся, 3 вида млекопитающих и 33 вида птиц. В Книгу редких видов МСОП из видов, обитающих на территории заповедника, занесены калан, сивуч, курильский тюлень (антур), рыбный филин, японский журавль. Сивуч и курильский тюлень образуют на территории заповедника крупные летние лежбища. Японский журавль ежегодно гнездится на территории Алёхинского лесничества. Рыбный филин гнездится по всей территории заповедника. Из насекомых, обитающих в России только на острове Кунашир, в заповеднике встречаются дикий тутовый шелкопряд (Bombyx mandarina) (включён в Красную Книгу России), магнолиевый бражник (Notonagemia scribae) и ряд других.
Природные объекты:
- Кальдера вулкана Головнина;
- Вулкан Тятя;
- Водопад Птичий;
- Нескученские источники;
- Мыс Столбчатый.

Историко-культурные объекты: на территории заповедника и его охранных зон отмечено 66 археологических и этнографических памятников (стоянки древнего человека, айнские поселения, японские сооружения).

## Галерея
- Мыс Столбчатый после заката
- Берег озера в кальдере вулкана Головнина